# Daniil Charms
Daniil Ivanovič Charms (rusky Даниил Иванович Хармс), vlastním jménem Daniil Ivanovič Juvačov (Даниил Иванович Ювачёв, 17. prosincejul./ 30. prosince 1905greg., Petrohrad – 2. února 1942 tamtéž) byl ruský surrealistický spisovatel, básník a dramatik.

## Biografie
Narodil se v rodině odpůrce carova režimu Ivana Juvačova, studoval na německém gymnáziu, kde se naučil německy a anglicky, kde vznikl jeho pseudonym, odvozený z ruského přepisu anglického slova harm (škodit), a kde studoval anglickou literaturu, jejímž žánrem nonsensu byl velmi ovlivněn. V roce 1924 nastoupil na leningradskou elektrotechniku, z níž byl ale vyloučen, po vyloučení se věnoval pouze literatuře. V roce 1926 vstoupil do Svazu básníků a vydal svou první publikovanou báseň, o rok později napsal absurdní drama Jelizaveta Bam. O další rok později založil spolu s dalšími spisovateli literární skupinu OBERIU, prosazující principy blízké literatuře nonsensu, a také začal publikovat dětskou literaturu. Komunistickému režimu a literatuře socialistického realismu byla skupina OBERIU nepohodlná, takže byl Charms v prosinci 1931 uvězněn, v roce 1932 mu byl trest zmírněn na vyhnanství v Kursku. V následujících letech je pod vlivem uvěznění a pronásledování NKVD jeho tvorba stále absurdnější, depresivnější, šílenější, cyničtější a krutější. V roce 1939 napsal své nejrozsáhlejší dílo, novelu Stařena (často překládáno také jako Bába). 23. srpna 1941 byl na udání zatčen, údajně za šíření protiválečné propagandy, a uvězněn na psychiatrickém oddělení leningradského vězení č. 1., kde počátkem roku 1942 za neznámých okolností zemřel. Existuje důvodné podezření, že ve své cele zemřel hlady,[zdroj?] neboť v té době již probíhala nacistická blokáda Leningradu. Rehabilitován byl v roce 1960. Jeho dílo zachránili Charmsovi přátelé, kteří je ukrývali až do 60. let minulého století. V té době začala postupně vycházet jeho tvorba pro děti. Charms byl dvakrát ženatý.
Pro jeho dílo jsou typické kratičké povídky o několika odstavcích, popisujících velmi jednoduchým jazykem zhola absurdní situaci. Ve svých dílech pro dospělé projevuje velké zhnusení dětmi a zvířaty, a také starými lidmi, nicméně psal také literární díla (převážně básně) pro děti. Mimo to psal kratičká dramata. Jeho díla jsou nesmyslná a nelogická, děj jeho povídek je zcela iracionální, často jsou uprostřed přerušena nepředvídatelnou katastrofou. Psal si také rozsáhlé deníky, obsahující pozoruhodné úvahy a aforismy. Jeho díla pro dospělé nebyla za jeho života publikována, ukazoval je pouze svým přátelům, dětská literatura publikována byla. Po Charmsově zatčení bylo jeho dílo zachráněno jeho přáteli a šířeno v samizdatu, oficiálně vyšlo až za glasnosti.
Do češtiny byla přeložena většina jeho děl, díla spadající do dětské literatury dokonce i před sametovou revolucí.
Vzpomínky na život s Charmsem zachycuje kniha Marina Durnovo: Můj muž Daniil Charms. Jde o přepis vyprávění Charmsovy ženy pořízené ve Venezuele, kde později žila, v 90. letech 20. století autorem knihy Vladimirem Glocerem. Durnovo popisuje vztah s Charmsem, vztahy v rodině i dobové poměry v Rusku včetně toho, jak se dozvěděla, že už je její muž po smrti, když mu nesla do vězení balíček s jídlem.    

## Ukázky
Modrý sešit no. 10
Byl jednou jeden zrzavý člověk, který neměl oči ani uši. Neměl ani vlasy, takže zrzavý se mu říkalo jen ze zvyku.

Mluvit nemohl, neboť neměl ústa. Nos také neměl.

Neměl ani ruce ani nohy. A břicho neměl, a záda neměl, a páteř neměl, ba ani žádné vnitřnosti neměl. Neměl prostě vůbec nic! Takže se neví, o kom je řeč.

Raději se už o něm nebudeme dál bavit.
Setkání
Šel tuhle jeden do práce a potkal jiného, který si právě koupil bochník chleba a vracel se domů. 

A to je vlastně všechno.
(Přeložil Martin Hnilo)